# Laval-sur-Luzège
Laval-sur-Luzège település Franciaországban, Corrèze megyében. Lakosainak száma 102 fő (2022. január 1.). Laval-sur-Luzège Auriac, Lapleau, Saint-Hilaire-Foissac, Saint-Merd-de-Lapleau és Soursac községekkel határos.

## Népesség
A település népességének változása:
| Lakosok száma | 190  | 126  | 96   | 92   | 104  | 101  | 99   | 99   | 102  | 102  |
|               | 1968 | 1982 | 1990 | 2006 | 2013 | 2015 | 2017 | 2019 | 2020 | 2022 |